# Laura Hodges
Pour les articles homonymes, voir Hodges.
Laura Hodges née Laura Summerton, née le 13 décembre 1983 à Clapham (Australie-Méridionale), est une joueuse australienne de basket-ball, évoluant au poste d'ailière à pivot.

## Biographie
Après le championnat Juniors d'Océanie en 2000 puis le Mondial Juniors en 2001, elle obtient son premier titre avec les Opals en 2002 avec le bronze pour le Mondial 2002. En 2003, elle participe au Mondial espoirs et au championnat d'Asie avec les Opals. En 2004, elle obtient une médaille d'argent aux Jeux olympiques. En 2006, elle obtient deux médailles avec les Opals, aux Jeux du Commonwealth, puis au Mondial 2006. En 2008, elle remporte une seconde médaille d'argent olympique (7,8 points à 50 % et 2,9 rebonds), mais elle n'est pas retenue dans la sélection finale pour Mondial 2010.
Formée à l'AIS, elle est élue Rookie de l'année en 2001, puis elle rejoint les Adelaide Lightning pour plusieurs saisons dans le championnat australien. Les étés 2005 et 2006, elle dispute le championnat WNBA avec les Sun, mais n'y joue qu'un rôle très modeste comme rookie et secondaire l'année suivante, avec des records respectifs à 4 points et 11 points. Elle dispute par la suite le championnat italien dans plusieurs équipes : Tarente en 2006-2007, puis Parme en 2008-2009 (10 matches d'Eurocoupe à 16,1 à 59,8 % et 4,5 rebonds), et enfin GEAS Milan en 2010-2011 avec 12,0 points à 54,2 % et 4,1 rebonds en championnat.
En 2015, elle est engagée comme pigiste par Bourges.

## Clubs successifs

### WNBA
- 2005 - 2006: Connecticut Sun

### Autres
- 2000-2002 :  Australian Institute of Sport
- 2002-2006 :  Adelaide Lightning
- 2006-2007 :  Taranto Cras Basket
- 2008-2009 :  ASD Basket Parme
- 2010-2011 :  GEAS Milan
- 2015-2016 :  Tango Bourges Basket

## Palmarès

### Club
- Vainqueur de l'Eurocoupe : 2016[8].

### Sélection nationale
- Jeux olympiques d'été
  -  Médaille d'argent aux Jeux olympiques de 2008 à Pékin,  Chine
  -  Médaille d'argent des Jeux olympiques de 2004 à Athènes,  Grèce
  -  Médaille de bronze des Jeux olympiques de 2012 à Londres,  Royaume-Uni[9]
- Championnat du monde de basket-ball féminin
  -  Médaille de bronze du Championnat du monde 2014 en Turquie[10]
  -  Médaille d'or du Championnat du monde 2006 au Brésil
  -  Médaille de bronze du Championnat du monde 2002 en Chine
- autres
  - Médaille d'or des Jeux du Commonwealth 2006
- Championnat d'Océanie de basket-ball féminin
  -  Championnat d'Océanie de basket-ball féminin 2013[11]
- Match des champions : 2015[12]